# Lali (Darchula)
Pour les articles homonymes, voir Lali.
Lali (en népalais : लाली) est un comité de développement villageois du Népal situé dans le district de Darchula. Au recensement de 2011, il comptait 2 808 habitants.